# エリア・ヴィヴィアーニ
エリア・ヴィヴィアーニ（Elia Viviani、1989年2月7日 - ）は、イタリア、オッペアーノ出身の自転車競技選手。

## 経歴
ロードレースとトラックレースの両方で実績を残しており、トラックレースにおいては2016年のリオデジャネイロオリンピックのオムニアムで金メダルを獲得している。
2010年、リクイガス・ドイモと契約。
2015年、チームスカイに移籍。
2018年、移籍するマルセル・キッテルの後釜として、クイックステップ・フロアーズに移籍。チーム力の高い当チームと抜群の相性を見せ、シーズン開幕から連勝を重ねた。ジロ・デ・イタリアでは、近年勝利数の少ないイタリア人選手の汚名返上となるステージ4勝とポイント賞マリア・チクラミーノを獲得した。
2019年、ジロ・デ・イタリア第3ステージでは先頭でゴールしたものの、斜行による進路妨害を行ったとして降格処分。第11ステージを終えた時点でリタイアし、未勝利で大会を去る結果となった。その後、ツール・ド・スイスでステージ2勝を挙げ復調の兆しを見せると、ツール・ド・フランス第4ステージで集団スプリントを制し、全グランツールでのステージ勝利を果たした。
2020年、コフィディス・ソリュシオンクレディに移籍。最終発射台となるファビオ・サバティーニを伴っての移籍だったものの、シーズン0勝に終わった。しかし翌2021年には下記の通り幾つかの勝利を挙げている。

## 主な戦績

### 2005年
- 欧州ユースオリンピック、個人ロードレース & クリテリウム 優勝

### 2006年
- ジュニア世界選手権自転車競技大会 マディソン 3位
- 欧州自転車選手権 スクラッチ・ジュニア部門 優勝

### 2007年
- ジュニア世界選手権自転車競技大会 団体追抜 3位
- 欧州自転車選手権 ポイントレース・ジュニア部門 優勝

### 2008年
- 欧州自転車選手権
  - スクラッチ・U23部門 優勝
  - マディソン・U23部門 優勝

### 2010年
- メモリアル・マルコ・パンターニ 優勝
- バンシュ〜トゥルネ〜バンシュ 優勝

### 2011年
- グラン・プレミオ・コスタ・デリ・エトルスキ 優勝
- トラックレース世界選手権
  - スクラッチ 2位。
- ツアー・オブ・北京 区間1勝(第4)

### 2012年
- グラン・プレミオ・コスタ・デリ・エトルスキ 優勝
- ジロ・デッラ・プロヴィンチャ・ディ・レッジョ・カラブリア 総合優勝
- ロンドン五輪・オムニアム 6位
- ツアー・オブ・北京 第1ステージ 優勝

### 2013年
- ツアー・オブ・エルク・グローヴ 総合優勝、区間2勝（第2、第3）
- フェーネンダール〜フェーネンダール 優勝
- ツアー・オブ・ブリテン 区間1勝（第1）
- 欧州自転車選手権
  - ポイントレース 優勝
  - マディソン 優勝
- クリテリウム・デュ・ドフィネ 区間1勝(第2)

### 2014年
- ツアー・オブ・ターキー 区間2勝（第5、第7）
- セッティマーナ・インテルナツィオナーレ・ディ・コッピ・エ・バルタリ 区間1勝（第3）
- ツアー・オブ・スロベニア 区間1勝（第4）
- コッパ・ベルノッキ 優勝

### 2015年
- ドバイツアー　区間1勝（第2）
- ジロ・デ・イタリア　区間優勝（第2ステージ）
- エネコ・ツアー　区間優勝（第1ステージ）
- ツアー・オブ・ブリテン　区間優勝（第1,3,8ステージ）
- アブダビ・ツアー　ポイント賞（第2,4ステージ優勝）

### 2016年
- ドバイ・ツアー　区間優勝（第2ステージ）
- デ・パンネ3日間　区間優勝（第2ステージ）
- リオデジャネイロオリンピック
  - オムニアム  優勝

### 2017年
- ツール・ド・ロマンディ　区間優勝（第3ステージ）
- ルート・デュ・スュド　区間優勝（第2ステージ）
- ツアー・オブ・オーストリア　区間優勝（第1,3ステージ）
- ユーロアイズ・サイクラシックス　優勝
- ツール・デュ・ポワトゥー＝シャラント　区間優勝（第1,3ステージ）
- ブルターニュ・クラシック　優勝
- ツアー・オブ・ブリテン　区間優勝（第2ステージ）

### 2018年
- ツアー・ダウンアンダー　区間優勝（第3ステージ）
- カデル・エヴァンス・グレートオーシャン・ロードレース　2位
- ドバイ・ツアー　総合優勝、ポイント賞（第2,5ステージ優勝）
- アブダビ・ツアー　ポイント賞（第2ステージ優勝）
- デ・パンネ3日間　優勝
- ヘント〜ウェヴェルヘム　2位
- ジロ・デ・イタリア　 ポイント賞（第2,3,13,17ステージ優勝）
- アドリアティカ・イオニカレース　区間優勝（第2,4,5ステージ）
- イタリア選手権　優勝（ロードレース）
- ユーロアイズ・サイクラシックス　優勝
- ブエルタ・ア・エスパーニャ　区間優勝（第3,10,21ステージ）

### 2019年
- ツアー・ダウンアンダー　区間優勝（第1ステージ）
- カデル・エヴァンス・グレートオーシャン・ロードレース　優勝
- UAEツアー　 ポイント賞（第5ステージ優勝）
- ティレーノ〜アドリアティコ　区間優勝（第3ステージ）
- ツール・ド・スイス　区間優勝（第4、5ステージ）
- ツール・ド・フランス　区間優勝（第4ステージ）
- プルデンシャル・ライドロンドン＝サリー・クラシック 優勝
- ヨーロッパ選手権　 優勝（ロードレース）
- ユーロアイズ・サイクラシックス 優勝
- オコロ・スロベンスカ（英語版） 区間優勝（第4ステージ）

### 2021年
- ショレ＝ペイ・ド・ラ・ロワール 優勝
- アドリアティカ・イオニカレース（英語版）　 ポイント賞（第1,3ステージ優勝）
- 東京オリンピック  オムニアム 銅メダル
- ツール・ポワトゥー＝シャラント・アン・ヌーヴェル＝アキテーヌ 区間優勝（第1,3ステージ）
- グランプリ・ディスベルグ 優勝
- トラックレース世界選手権
  - エリミネーション 1位。

### 2022年
- ツール・ド・ラ・プロヴァンス 区間優勝（第1ステージ）
- クロ・レース（英語版） 区間優勝（第6ステージ）

- クロ・レース（英語版） 区間優勝（第1ステージ）
- ツアー・オブ・広西 区間優勝（第1ステージ）

### 2024年
- パリオリンピック マディソン  2位